# Reality Bites
Reality Bites es una comedia romántica estadounidense de 1994, escrita por Helen Childress y es el debut como director de Ben Stiller. Está protagonizada por Winona Ryder, Ethan Hawke y el mismo Stiller, con los papeles de reparto principales interpretados por Janeane Garofalo y Steve Zahn. La cinta fue filmada con localizaciones en Austin y Houston, Texas, durante 42 días. 

## Argumento
Lelaina (Ryder) es una aspirante a videógrafa que está trabajando en un documental llamado Reality Bites acerca de la vida de sus amigos (Hawke, Garofalo, y Zahn) y, en cierto grado, acerca de ella misma. Sus cuestionamientos, tanto documentados como no, ejemplifican algunos aspectos de las carreras y estilos de vida de la llamada generación X.

## Elenco
- Winona Ryder como Lelaina Pierce.
- Ethan Hawke como Troy Dyer.
- Ben Stiller como Michael Grates.
- Janeane Garofalo como Vickie Milner.
- Steve Zahn como Sammy Gray.
- Swoosie Kurtz como Charlane McGregor.
- Joe Don Baker como Tom Pierce.
- Renée Zellweger como Tami.
- John Mahoney como Grant Gubler.
- Andy Dick como Rock.
- Keith David como Roger.
- David Spade como Gerente de los perritos.
- Glen Naessens como él mismo.
- Anthony Robbins como él mismo.
- Jeanne Tripplehorn como Cheryl Goode, corresponsal de "In Your Face TV".